# Ahuillé
Ahuillé – miejscowość i gmina we Francji, w regionie Kraj Loary, w departamencie Mayenne.
Według danych na rok 1990 gminę zamieszkiwało 1399 osób, a gęstość zaludnienia wynosiła 47 osób/km² (wśród 1504 gmin Kraju Loary Ahuillé plasuje się na 432. miejscu pod względem liczby ludności, natomiast pod względem powierzchni na miejscu 295.).